# 파카야산

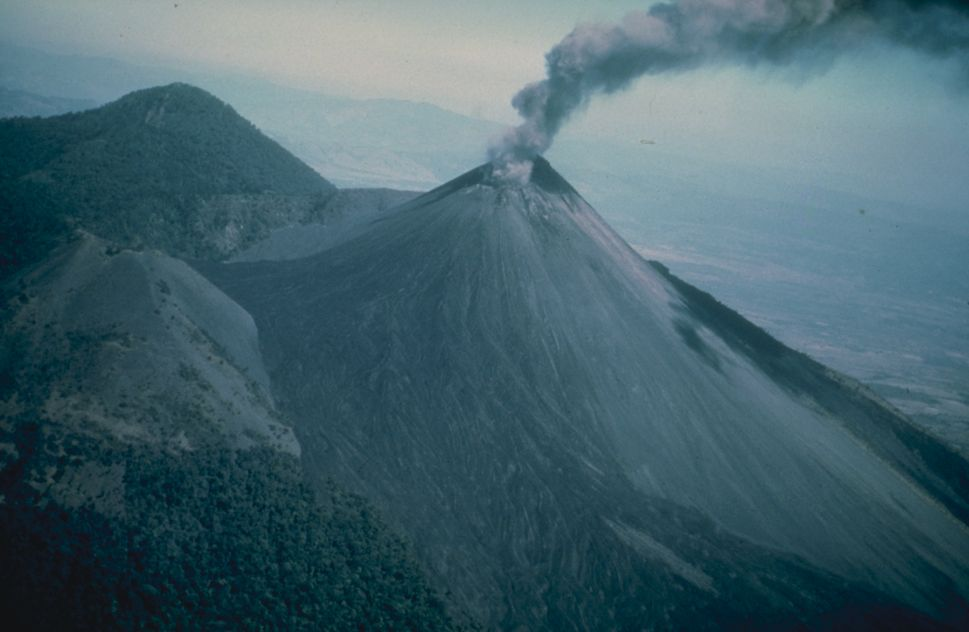
파카야 산이 분화하는 모습 (1976년)

파카야산(Pacaya)은 과테말라에 있는 활화산으로, 성층화산이다. 이 화산은 과테말라의 화산 중에서도 인기 있는 화산 중 하나로, 현재 국립공원으로 지정되어 있다. 사람들은 미국 하와이주의 킬라우에아 산처럼 이곳에서도 용암을 쉽게 발견할 수 있다. 나뭇가지로 용암에 찔러넣기도 한다.